# かに座55番星b
かに座55番星b(55 Cancri b)は、太陽に似たかに座55番星の周囲を14.65日の周期で公転する太陽系外惑星である。かに座55番星系の中では主星から2番目に近い惑星である。ホット・ジュピターの例とされるが、むしろ「ウォーム・ジュピター」であるともされる。1996年にジェフリー・マーシーやポール・バトラーらにより発見され、パルサー惑星を除いて4つ目の既知の太陽系外惑星となった。

## 発見
大部分の太陽系外惑星と同様に、かに座55番星bは惑星の重力の影響による主星の視線速度の変化を検出することにより発見された。かに座55番星のスペクトルのドップラー効果を測定することにより、15日間の周期が検出された。惑星の発見は、うしかい座τ星b、アンドロメダ座υ星bとともに1996年に公表された。
木星の0.8倍の質量であるこの惑星の存在を考慮に入れても恒星の視線速度はまだ一定にならず、その後2002年により外側を公転するかに座55番星dが発見された。2020年現在ではb、c、d、e、fの5惑星があることが分かっている。

## 軌道と質量
かに座55番星bの軌道の公転周期は短く、以前に発見されたホット・ジュピターであるペガスス座51番星bと比べて円軌道に近い軌道をとっている。公転周期から、惑星がかに座55番星cと1:3で軌道共鳴していることが分かるが、惑星のパラメータのシミュレーションから、公転周期がこの比に近くても惑星は本当に共鳴の状態にある訳ではないということが示された。
2012年、惑星の上層大気が恒星を通過するのが観測された。軌道傾斜角が約85°であるため、かに座55番星eとほぼ共平面であることが明らかとなった。これにより、惑星の質量には制約が与えられたが、その半径を制約するには軌道傾斜角が小さすぎた。質量は、木星の約80%である。

## 特徴
かに座55番星bは、固体の表面を持たない巨大ガス惑星である。大気の通過により、上層が水素であることが示されている。
この通過はほぼ接線であるため、半径や密度、表面温度等は未知である。組成が木星と同様であり環境は化学平衡に近いと仮定すると、かに座55番星bの大気上層は雲がなく、スペクトルはアルカリ金属の吸収線が豊富であると予測される。
大気の通過は、恒星の熱の下でそれがゆっくりと蒸発していることを示している。蒸発は、それまで研究されてきたホット・ジュピターよりも遅い。
もし衛星を持っていれば、潮汐力により短期間で吹き飛ばすか破壊してしまうと考えられるため、大きな衛星は持っていないと考えられる。

## 名称
2015年に国際天文学連合によって太陽系外惑星系の名前の公募と投票が行われた際にかに座55番星系も対象となった。2015年12月15日、国際天文学連合より、オランダのアマチュア天文家団体連盟が提案した以下の名称が選定されたことが発表された。
- 主星：Copernicus - ポーランドの天文学者ニコラウス・コペルニクスに由来。
  - b：Galileo - イタリアの天文学者ガリレオ・ガリレイに由来。
  - c：Brahe - デンマークの天文学者ティコ・ブラーエに由来。
  - d：Lipperhey - オランダのレンズ製作者で、実用的な望遠鏡の発明者の一人とされるハンス・リッペルハイに由来。
  - e：Janssen - オランダの眼鏡職人で、顕微鏡や望遠鏡の発明者の一人とされるサハリアス・ヤンセンに由来。
  - f：Harriot - イギリスの数学者で、初めて望遠鏡で観測した月面図を残したとされるトーマス・ハリオットに由来。